# 米諾爾峰
46°27′04″N 10°01′42″E / 46.45111°N 10.02833°E

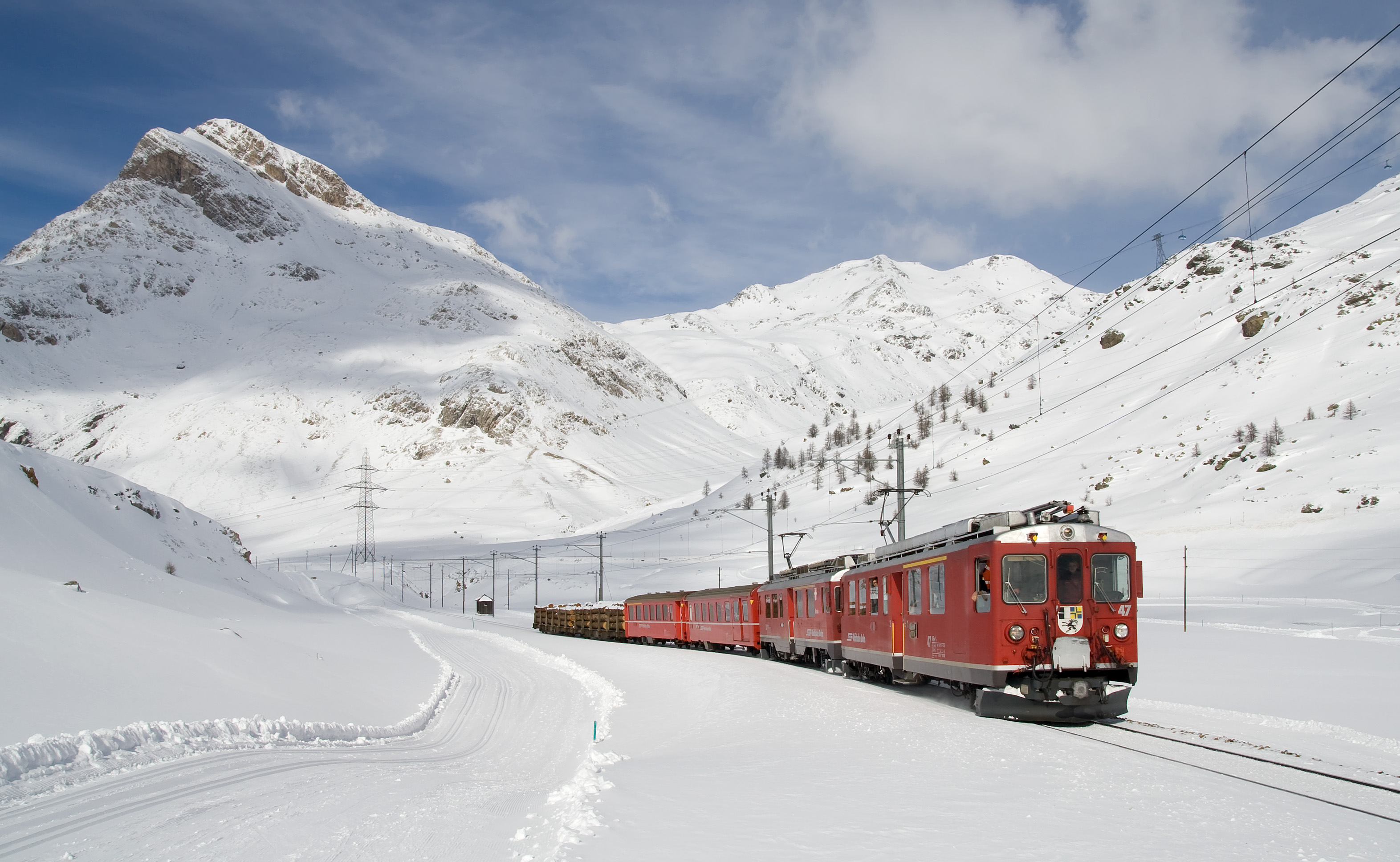

米諾爾峰（Piz Minor），是瑞士的山峰，位於該國東南部，由格勞賓登州負責管轄，屬於利維尼奧阿爾卑斯山脈的一部分，海拔高度3,049米，每年平均降雨量1,386毫米。